# Жерарме
Жерарме́ (фр. Gérardmer [ʒeʁaʁme]) — небольшой город и коммуна на северо-востоке Франции в регионе Эльзас — Шампань — Арденны — Лотарингия, департамент Вогезы, округ Сен-Дье-де-Вож, кантон Жерарме.

## Географическое положение
Город находится на берегу одноименного озера.

## Культура
С 1994 года в Жерармере ежегодно в зимнее время проводится международный фестиваль фантастических фильмов.

## Города-побратимы
- Ле-Локль, Швейцария
- Варем, Бельгия